# Destiny (série)
Destiny é uma série de jogos eletrônicos de tiro em primeira pessoa e ficção científica multijogador somente online desenvolvida pela Bungie e publicada anteriormente pela Activision. A série agora é auto publicada pela Bungie após a conclusão de sua parceria com a Activision em 2019. Destiny marcou a primeira nova franquia de consoles da Bungie desde a série Halo. Ambientada em um mundo de "ficção científica mítica", a série apresenta um ambiente multijogador de "mundo compartilhado" com alguns elementos de RPG. As atividades são divididas entre os tipos de jogo jogador versus ambiente (PvE) e jogador versus jogador (PvP). Além das missões normais da história, o PvE apresenta "ataques" e masmorras para três jogadores e invasões para seis jogadores. Um modo de patrulha de roaming livre também está disponível para cada destino que apresenta eventos públicos. O PvP apresenta modos baseados em objetivos, bem como modos de jogo deathmatch tradicionais.
Os jogadores assumem o papel de um Guardião, protetores da última cidade segura da Terra, enquanto exercem um poder chamado Luz, concedido por um ser celestial chamado Viajante, para proteger a Cidade de diferentes raças alienígenas. Os Guardiões viajam para diferentes planetas para investigar e destruir as ameaças alienígenas antes que a humanidade seja completamente exterminada, enquanto também se envolvem em uma guerra intergaláctica contra o antigo inimigo do Viajante, a Escuridão. Os Guardiões também aprendem mais tarde a controlar e usar seu poder.
O primeiro jogo da série foi Destiny, lançado em 9 de setembro de 2014 para PlayStation 3, PlayStation 4, Xbox 360 e Xbox One. Isso deu início ao contrato de uma década da franquia, que expirou em 9 de setembro de 2024. Ao longo de seu ciclo de vida de três anos, quatro pacotes de expansão foram lançados. Uma sequência, Destiny 2, lançada em setembro de 2017 para PlayStation 4 e Xbox One, seguida por uma versão para Microsoft Windows no mês seguinte. Desde então, foi lançado nas plataformas Google Stadia, PlayStation 5 e Xbox Series X/S. Até agora, Destiny 2 teve oito pacotes de expansão; o oitavo, The Final Shape, concluiu a primeira saga da franquia chamada saga Light and Darkness. Além disso, o segundo ano do ciclo de vida do jogo introduziu conteúdo sazonal, conteúdo extra para download DLC, lançado periodicamente ao longo do ano entre cada expansão principal. O Ano 7 do jogo substituiu as temporadas por três episódios maiores. Além disso, em outubro de 2019, o jogo base de Destiny 2 foi relançado como um título gratuito chamado Destiny 2: New Light, adotando os jogos como um modelo de serviço, com apenas as expansões e passes sazonais exigindo compra.
Destiny 2: The Final Shape foi lançado em 4 de junho de 2024.

## Descrição
Bungie descreveu o cenário de Destiny como um mundo de "ficção científica mítica". O cenário, cerca de 700 anos no futuro a partir dos dias atuais, segue um período próspero de exploração, paz e avanço tecnológico conhecido como a Era de Ouro. Em um universo onde os humanos se espalharam e colonizaram planetas no Sistema Solar, um evento conhecido como "o Colapso" viu a misteriosa dissolução dessas colônias, o fim da Era de Ouro e a humanidade oscilando à beira da extinção. Os únicos sobreviventes conhecidos do Colapso são aqueles que vivem na Terra, que foram salvos pelo "Viajante", um corpo celeste branco e esférico cuja aparência séculos antes permitiu que os humanos alcançassem as estrelas. O Colapso foi causado por uma força misteriosa chamada Escuridão, exercida por um ser malévolo chamado Testemunha, um antigo inimigo do Viajante que assola a galáxia. O Viajante agora paira sobre a última cidade segura na Terra, simplesmente chamada de A Última Cidade, que é cercada por uma Muralha enorme, e sua presença permite aos Guardiões, os defensores da Cidade, a habilidade de exercer um poder desconhecido, apenas conhecido como "Luz". O jogador assume o papel de um Guardião, e é encarregado de reviver o Viajante enquanto investiga e destrói ameaças alienígenas antes que a humanidade seja completamente exterminada.
Na primeira tentativa da humanidade de repovoar e reconstruir após o Colapso, é descoberto que raças alienígenas hostis ocuparam as antigas colônias e civilizações da humanidade, e agora estão invadindo a Cidade. Ao longo da série, os jogadores têm que combater alienígenas agressivos que ocuparam o Sistema Solar. Assim como a Luz para os Guardiões, a Escuridão empresta poderes a essas ameaças alienígenas, embora os Guardiões logo tenham começado a exercer os poderes da Escuridão junto com a Luz. Os poderes da Luz e da Escuridão são descobertos como formas de energia paracausal que dão a seus portadores a habilidade de dobrar as leis da realidade à sua própria vontade, com a Luz sendo ligada ao mundo físico, e a Escuridão sendo ligada ao pensamento e à consciência.
Ambos os jogos usam cenários em vários planetas, luas e outros recursos dentro do Sistema Solar enquanto os Guardiões lutam para defender os remanescentes da Era de Ouro. Destiny apresentou mapas no Cosmódromo Russo da Terra (e uma área fora dele chamada Plaguelands),sua Lua, Vênus e Marte, e também incluiu mapas jogador versus jogador definidos na lua de Marte, Fobos, e no planeta Mercúrio. Destiny 2, antes da expansão Beyond Light, incluía a Zona Morta Europeia (EDZ) da Terra, sua Lua, Mercúrio, Marte, o centauro Nessus, a lua de Júpiter, Io, e a lua de Saturno, Titã, bem como Tangled Shore e Dreaming City, áreas situadas ao longo do Reef, localizadas no cinturão de asteroides do Sistema. Havia também um espaço social na EDZ chamado The Farm. Com Beyond Light, a Bungie optou por criar um Destiny Content Vault, colocando conteúdo de Mercúrio, Marte, Io, Titã e The Farm dentro dele para começar, como um meio de gerenciar melhor as futuras expansões do jogo. A Bungie planeja revisar o conteúdo abobadado conforme a série avança para reintroduzi-lo no jogo. Beyond Light também reintroduziu o Cosmódromo da Terra de Destiny, bem como um novo local, a lua de Júpiter, Europa, e um novo espaço social chamado HELM (Hub for Emergency Maneuvers and Logistics). Outro espaço social, o Tesouro de Xûr, que está localizado em um reino desconhecido dos Nove chamado Eternity, foi adicionado na Temporada 15 como parte do Pacote de 30º Aniversário da Bungie. The Witch Queen adicionou um quarto espaço social, o Enclave em Marte, bem como um novo local, o Mundo do Trono de Savathûn, dentro do Reino Ascendente acima de Marte. Após o lançamento de The Witch Queen, a Tangled Shore foi removida e colocada no cofre de conteúdo, mas a Bungie declarou que, após isso, o conteúdo da expansão não seria mais abobadado, mas o conteúdo sazonal ainda seria removido após o lançamento de cada expansão principal, com algumas exceções. Lightfall adicionou a cidade secreta tecnologicamente avançada chamada Neomuna em Netuno. Simultaneamente, o espaço social The Farm retornou na Temporada 20, Temporada de Desafio. Um quinto espaço social, o Hall of Champions, foi adicionado na Temporada 23 como parte de Into the Light, mas foi removido após o lançamento de The Final Shape. The Final Shape adiciona um novo local, o Coração Pálido, localizado dentro do Viajante, com áreas influenciadas por destinos anteriores explorados ao longo da história da franquia, este é o primeiro destino de patrulha que pode ser explorado sozinho, a menos que o jogador tenha um esquadrão pré-formado.
Outros destinos que foram apresentados nos jogos incluem o Dreadnaught, a enorme nave almirante de Oryx, The Taken King, situada nos anéis de Saturno no Destiny original, e o Leviathan, a nave almirante do exilado Imperador Cabal, Calus, em Destiny 2. O Leviathan era originalmente apenas o local dos três ataques originais de Destiny 2 e estava localizado na órbita de Nessus, mas foi removido após o lançamento de Beyond Light; no entanto, uma versão abandonada na órbita da Lua se tornou um destino de patrulha na Temporada 17, Temporada dos Assombrados, embora tenha sido removida após o lançamento de Lightfall.

### Personagens
O universo expansivo de Destiny apresenta vários personagens não jogáveis (NPCs) recorrentes para auxiliar o jogador. Vários fornecem missões ao jogador, enquanto outros são vendedores para comprar novos equipamentos usando a moeda do jogo de glimmer ou outros recursos. A maioria desses personagens são humanos ou de duas subespécies: os Awoken, descendentes de uma nave de colônia humana que encontrou um fenômeno no espaço profundo que os fez se tornarem mais iluminados para forças paracausais, ao mesmo tempo em que lhes dava pele azul acinzentada e outras características élficas, e Exo, conchas robóticas que abrigam a consciência humana desenvolvidas pela Clovis Bray Corporation para tentar dar aos humanos a imortalidade, mas exigem que suas memórias sejam ocasionalmente apagadas para evitar que enlouqueçam.
Enquanto todos os Portadores da Luz da Vanguarda são reconhecidos como Guardiões, o personagem do jogador não tem nome e é simplesmente chamado de "Guardião" ou "o Guardião" pelos NPCs. No Destiny original, o personagem era dublado por uma das seis pessoas, dependendo de qual espécie e gênero o jogador selecionou ao criar seu personagem: Matthew Mercer e Susan Eisenberg dublaram os guardiões humanos masculino e feminino, Crispin Freeman e Grey Griffin dublaram os Guardiões Despertos masculino e feminino, enquanto Peter Jessop e Cree Summer dublaram os Guardiões Exo masculino e feminino. Em Destiny 2 começando com Beyond Light, Peter Jessop agora dubla todos os Guardiões jogadores masculinos, enquanto Susan Eisenberg dubla todas as mulheres. Os Guardiões são acompanhados por um Fantasma, uma inteligência artificial (IA) robótica. Assim como o personagem do jogador é simplesmente chamado de Guardião, o Fantasma do jogador é simplesmente chamado de Fantasma sem seu próprio nome exclusivo, enquanto outros personagens no jogo têm nomes para seus respectivos Fantasmas, que também têm suas próprias vozes exclusivas. O Fantasma do jogador foi originalmente dublado por Peter Dinklage no Destiny original, mas devido à sua disponibilidade, o veterano dublador Nolan North substituiu Dinklage com o lançamento da expansão The Taken King e regravou todas as falas de Dinklage do jogo base.
Os Guardiões são liderados pela Vanguarda que supervisiona suas atividades. Entre seus líderes estão o Orador (dublado por Bill Nighy), que era o chefe da Vanguarda e que fala pelo Viajante, mas foi morto durante a Guerra Vermelha em Destiny 2 ; o Comandante da Vanguarda Titã Zavala (inicialmente dublado por Lance Reddick, agora por Keith David), um Desperto que supervisiona a maioria das operações militares da Vanguarda; a Vanguarda Bruxa Ikora Rey (inicialmente dublada por Gina Torres, agora por Mara Junot), uma humana que instrui os Ocultos, a rede de batedores e espiões da Vanguarda para rastrear os movimentos inimigos; e o falecido Hunter Vanguard Cayde-6 (dublado por Nathan Fillion), que era um Exo despreocupado e atirador de elite que auxiliou em várias funções da Vanguarda; Cayde-6 foi morto durante o conteúdo da história de Destiny 2: Forsaken , sua morte teve um efeito persistente nos outros personagens, mas retornou em forma espiritual em Destiny 2: The Final Shape. Outros membros importantes da Vanguarda incluem Lord Shaxx (dublado por Lennie James), que supervisiona as atividades do Crucible, Saint-14 (dublado por Brian T. Delaney), que é um Titã lendário do passado e resgatado da morte por meio de viagens no tempo que gerencia as partidas do Trials of Osiris, e o Lorde de Ferro Saladin Forge (dublado por Keith Ferguson), que ajudou a encerrar o conflito necessário para tornar a Última Cidade uma possibilidade e supervisiona o evento do Crucible da Bandeira de Ferro. A Vanguarda também governou a Última Cidade no Consenso ao lado de três facções de cidadãos: o Culto da Guerra do Futuro liderado por Lakshmi-2 (dublado por Shohreh Aghdashloo), que usou a tecnologia Vex para ver conflitos constantes no futuro da Última Cidade e, portanto, manteve a preparação para isso, a Órbita Morta liderada por Arach Jalaal (dublado por Peter Stormare), que acreditava que a humanidade deveria abandonar o Sistema e colonizar planetas fora dele, e a Nova Monarquia liderada pelo Executor Hideo (dublado por James Remar), que buscava substituir a atual liderança democrática da Vanguarda por um único governante poderoso, todas essas facções foram dissolvidas após a morte de Lakshmi-2 no final da Temporada 14, Temporada do Splicer.
Entre outros personagens principais recorrentes aliados estão o ex-Warlock Vanguard Osiris (dublado por Oded Fehr), que foi exilado depois de ficar obcecado em estudar os Vex, mas retornou desde então, embora tenha perdido seu poder de Luz depois que seu Fantasma, Sagira (dublado por Morena Baccarin), foi destruído e desde então aprendeu o poder da Escuridão de Strand; Eris Morn (dublado por Morla Gorrondona), uma ex-Caçadora que estudou a Colmeia e a ameaça da Escuridão; Ana Bray (inicialmente dublada por Jamie Chung, agora por Erika Ishii), a neta do fundador da Braytech, Clovis Bray I, e ajudou a criar o sistema de defesa automatizado Warmind Rasputin; Asher Mir (dublado por Darryl Kurylo), um cientista que foi testado e parcialmente convertido em Vex e estava interessado em estudar como reverter suas condições; Vice-Comandante Sloane (dublado por Cissy Jones), um Titã que serviu sob Zavala e começou a monitorar atividades em Titã assim que ele foi re-assegurado; Shaw Han (dublado por Cory Yee), um Caçador que supervisiona as operações dentro do Cosmódromo da Terra e um guia para Novas Luzes (Guardiões recentemente ressuscitados); e Crow (dublado por Brandon O'Neill), um Guardião que era anteriormente o Príncipe Desperto Uldren Sov. Asher Mir e o Comandante Sloane foram aparentemente mortos após os eventos de Temporada das Chegadas, embora Sloane tenha retornado, embora parte dos Possuídos, em Temporada das Profundezas. A Vanguarda também é auxiliada por humanos não Guardiões ou aliados, incluindo: Amanda Holliday (dublada por Courtenay Taylor), que comandava voos e operações de trânsito para missões, mas foi morta em Temporada de Desafio; Devrim Kay (dublado por Gideon Emery), um ex-milícia da Última Cidade que mantém vigilância sobre a ZDE; Irmão Vance (dublado por Bob O'Donnell), um discípulo devoto de Osíris que supervisionou o Farol em Mercúrio, ele entrou na Floresta Infinita em Mercúrio após a conclusão da Temporada de Chegadas com seu destino desconhecido; Failsafe (dublado por Joy Osmanski), uma inteligência artificial com personalidade dividida da nave estelar Exodus Black que caiu séculos antes em Nessus; Petra Venj (dublada por April Stewart), a embaixadora da Última Cidade Desperta da Rainha Mara Sov do Recife e que monitora as atividades na Cidade Onírica, e a própria Mara Sov (dublada por Kristen Potter), que é indiferente à Vanguarda, mas busca eliminar a ameaça da Testemunha e empresta seus poderes ao Guardião para atravessar o Reino Ascendente e a rede de linhas ley dos Despertos.
Além disso, os Guardiões são auxiliados pelo Drifter (dublado por Todd Haberkorn), que supervisiona as atividades do Gambit; Banshee-44 (dublado por John DiMaggio), o armeiro da Torre; Ada-1 (dublado por Britt Baron), a curadora da fundição de armas Black Armory que lida com a transmogrificação de armaduras para os jogadores; Eva Levante (dublada por Nika Futterman), originalmente a fornecedora dos Guardiões, mas agora a vendedora sazonal da Torre; Tess Everis (dublada por Claudia Black), a vendedora da loja de microtransações do Eververso; a Exo Stranger (inicialmente dublada por Lauren Cohan , agora por Moira Quirk), também conhecida como Elisabeth "Elsie" Bray, que é irmã de Ana Bray, que primeiro ajudou o Guardião a destruir o Coração Negro no Jardim Negro e agora ajuda os Guardiões a aprender o poder da Estase em Europa; Xûr (dublado por Fred Tatasciore), um estranho vendedor de produtos exóticos que fala pelos Nove, seres de matéria escura presos no poço gravitacional do Sistema por eras e que observaram a humanidade se desenvolver e supervisiona a atividade dos Desafios da Eternidade; Fynch (dublado por Ian James Corlett), um Fantasma que se arrepende de se juntar à Colmeia e guia o Guardião no Mundo do Trono de Savathûn; Nimbus (dublado por Marin Miller), que é um dos Cloud Striders, os defensores ciberneticamente aprimorados de Neomuna, ao lado de seu mentor Rohan (dublado por Dave Fennoy) e que guia o Guardião em Netuno, mas foi morto durante os eventos de Lightfall; e Micah-10 (dublado por Pooya Mohseni), um Exo Hunter que ajuda a encontrar e salvar Fantasmas sem parceiros e auxilia o Guardião no Coração Pálido.

### Raças alienígenas
Várias raças alienígenas foram introduzidas na série. Cinco foram originalmente introduzidas com Destiny. Uma sexta raça, os Scorn, foi introduzida em Destiny 2: Forsaken, uma sétima, Nightmares, foi introduzida em Destiny 2: Shadowkeep, e então uma oitava, os Dread, foram totalmente introduzidos em Destiny 2: The Final Shape, embora uma facção de Dread, Tormentors, tenha sido introduzida pela primeira vez na expansão anterior, Destiny 2: Lightfall.
- Os Fallen, também conhecidos como Eliksni, são uma raça insetoide de piratas nômades que vasculham assentamentos em ruínas na Terra, na Lua da Terra e em Vênus em busca de recursos. Os Fallen são divididos entre várias Casas semelhantes a tribos, cada uma com seu próprio líder conhecido como Kell. Muito antes de o Viajante chegar ao Sistema, ele visitou o mundo natal dos Fallen, Riis, e similarmente deu origem a uma era de ouro, onde eles o adoravam como sua "Grande Máquina". No meio dessa era, o Viajante os deixou de repente, e sua sociedade se desfez quando as Casas se voltaram umas contra as outras. Os sobreviventes abandonaram o planeta para procurar o Viajante, seguindo-o até a Terra e vasculhando qualquer tecnologia que pudessem ao longo do caminho.[13] Rise of Iron adicionou uma facção de Fallen chamada Devil Splicers, que são Fallen que foram modificados por uma nanotecnologia da Era de Ouro chamada SIVA. Eles são encontrados na Terra em uma zona fora da Muralha chamada Plaguelands. Durante o curso dos eventos em Destiny 2, algumas das Casas Caídas descobrem que a aliança com a Vanguarda seria benéfica, enquanto outras Casas permanecem totalmente hostis à Vanguarda, como Eramis, Kell of Darkness (dublado por Salli Saffioti) e a Casa Salvation em Europa, que adquiriram o uso do poder da Escuridão de Stasis.[12] Entre aqueles que se aliaram à Vanguarda estão Variks (dublado por Dee Bradley Baker), o antigo Diretor da Prisão dos Anciões; Mithrax (dublado por Ray Chase), o Kell da Casa Luz que também aprendeu a dominar a invasão da rede Vex; Eido (dublado por Maya Aoki Tuttle), filha de Mithrax e escriba da Casa Luz; e Spider (dublado por Robin Atkin Downes), um comerciante do mercado negro que opera na Costa Emaranhada e, mais tarde, secretamente no Bairro Eliksni na Última Cidade.
- A Colmeia é uma raça macabra de alienígenas antigos que criaram enormes assentamentos subterrâneos sob a superfície da Terra e de sua Lua, bem como na lua de Saturno, Titã. A Colmeia se originou de um planeta chamado Fundamento que tinha um poço gravitacional inescapável, e as pessoas que viviam lá, os Krill, ganhavam a vida. Um dos governantes, o Rei Ósmio, foi morto em um golpe, e suas três filhas, Aurash, Sathona e Xi Ro, cientes de que suas próprias vidas estavam em perigo, descobriram que cinco Deuses Vermes, discípulos da Escuridão, estavam presos no núcleo do Fundamento pelo Viajante. As três irmãs juraram ajudar a alimentar os Deuses Vermes sob os princípios da Lógica da Espada em troca de imortalidade e poder. As três se tornaram a primeira Colmeia: respectivamente, Oryx, o Rei dos Possuídos; Savathûn, a Rainha Bruxa (dublada por Debra Wilson); e Xivu Arath, o Deus da Guerra (dublado por Kimberly Brooks). Os três converteram o Krill em servos da Colmeia e encontraram os meios para escapar do Fundamento e perseguir o Viajante e seus aliados aliando-se à Escuridão.[14] Conforme revelado na expansão The Witch Queen, os Krill deveriam ter sido visitados pelo Viajante e estavam prestes a receber uma Era de Ouro, mas a Testemunha (dublada por Brett Dalton), um ser extremamente poderoso da Escuridão, intercedeu para fazer Sathona desconfiar do Viajante e procurar os Deuses Vermes e se voltar para a Escuridão, levando ao nascimento da Colmeia. Mesmo assim, Savathûn finalmente decidiu abandonar a Escuridão e os Deuses Vermes tentando se livrar de seu verme. A Rainha Mara Sov a libertou do verme, mas também a atacou. Savathûn foi mortalmente ferida, mas conseguiu fugir da cena e acabou morrendo na Última Cidade após falar com o Viajante. Ela foi então ressuscitada por um Fantasma, Immaru, tornando-se uma Portadora da Luz. Usando uma fonte dentro de seu Mundo Trono, Savathûn também foi capaz de conceder a seus tenentes da Colmeia o poder da Luz com seus próprios Fantasmas, tornando-os sua Prole Lucente Eris Morn também se tornou brevemente um deus da Colmeia, o Deus da Vingança da Colmeia, para banir Xivu Arath de seu próprio Mundo Trono.
- Os Vex são andróides semi-orgânicos que estão tentando tomar o controle de Vênus, Marte e da lua joviana Io, transformando-os em suas máquinas, o que eles já fizeram com Mercúrio e mais tarde com o planeta centauro Nessus. Os Vex são, na verdade, milhões de organismos artificiais microscópicos que são ligados por uma rede mental gigante e sobrevivem em um fluido orgânico chamado radiolário; cada andróide Vex individual hospeda vários desses organismos em seu núcleo. Por causa de seu enorme poder de processamento, os Vex estão constantemente executando simulações do passado, presente e futuro para tentar superar seus inimigos em seu objetivo de converter todo o universo para Vex, e dominaram alguns elementos de viagem no tempo. Junto com a Colmeia, um coletivo particular dos Vex do Jardim Negro conhecido como Sol Divisive adora a Escuridão e é aliado da Testemunha.[15]
- A Cabala é um império militar-industrial de anfíbios gigantescos que continuam a expandir seu império galáctico de seu planeta natal, Torobatl, comparável ao Império Romano . Dentro de Destiny, eles garantiram bases em Marte como postos de reconhecimento para uma potencial invasão da Terra. A Cabala se torna mais central dentro do enredo da "Guerra Vermelha" de Destiny 2, já que seu líder, Dominus Ghaul (dublado por Neil Kaplan), procurou capturar o Viajante e atrair a Luz para si mesmo e destruir o Sistema, mas no final foi derrotado e destruído. Mais tarde, o Sistema é visitado pelo ex-Imperador exilado Calus (dublado por Darin De Paul) a bordo do Leviathan, que tenta buscar uma aliança tenaz com a Vanguarda após ver presságios de ameaças futuras da Escuridão. O planeta natal da Cabala, Torobatl, foi eventualmente invadido por Xivu Arath e suas forças da Colmeia, com alguns dos Cabala caindo sob seu controle, forçando-os a fugir de Torobatl e sua atual líder e filha de Calus, a Imperatriz Caiatl (dublada por Courtenay Taylor), foi forçada a buscar alianças para ajudar a lutar em suas batalhas no planeta natal.[16][17] Enquanto Caiatl e seus leais soldados da Cabala se tornaram aliados da Vanguarda, outros Cabala permaneceram leais a Calus e se juntaram à sua facção da Legião das Sombras em Lightfall, recebendo poderes da Escuridão emprestados pela Testemunha.
- Os Taken, uma raça introduzida em The Taken King, são versões fantasmagóricas e corrompidas de inimigos comuns, que infestam áreas em todos os planetas. Por meio de sua comunhão com a Witness, Oryx recebeu a habilidade de criar seu exército Taken atraindo inimigos para o Reino Ascendente, o que lhes concedeu novos poderes paracausais, mas os drenou de sua individualidade e os compeliu a servir aquele que os criou. Outros inimigos importantes, especialmente a Witness, desde então foram capazes de criar seus próprios exércitos de forças Taken.
- Os Scorn, uma raça introduzida em Forsaken , são mortos-vivos Fallen, reanimados por uma substância chamada Dark Ether. O processo de reanimação os deixa leais aos Scorn Barons, liderados por Fikrul, o Fanático (dublado por Matthew Mercer). Os Scorn Barons são de uma casa exilada dos Fallen que ocuparam a Tangled Shore (localizada dentro do cinturão de asteroides do Sistema Solar) e a Dreaming City e buscam vingança contra os Fallen, os Awoken e certos Guardians. Conforme revelado na expansão The Witch Queen, os Scorn agora estão sendo controlados pela Witness por meio de um de seus Discípulos, Rhulk (dublado por Andrew Morgado), e estão se envolvendo em uma guerra territorial contra a Lucent Hive pela supremacia no Throne World de Savathûn. Após a derrota de Rhulk pelos Guardians, os Scorn ficaram sob o controle da própria Witness, embora seja revelado que Fikrul de fato sobreviveu e tem um exército de Scorn leal a ele.
- Pesadelos, introduzidos em Shadowkeep, são entidades sem forma conjuradas pela Escuridão com base nas memórias daqueles que os encontram. Pesadelos assumem a forma de qualquer ser, dependendo do tipo de trauma que a memória causou, e ao assumir uma forma, eles são cercados por um miasma de Escuridão vermelho-escura carmesim com gavinhas fantasmagóricas radiantes. Os Pesadelos foram descobertos e acidentalmente liberados por Eris Morn ao investigar a Pirâmide Lunar adormecida, que era originalmente a nave Pirâmide do Discípulo Nezarec, Deus Final da Dor (dublado por Ben Pronsky). Os Pesadelos originalmente só apareceram ao redor da Fortaleza Escarlate na Lua da Terra, já que a Pirâmide Lunar está localizada abaixo da Fortaleza, mas os Pesadelos começaram a aparecer dentro de Setores Perdidos em outros destinos, e também na nave Leviathan de Calus quando ele mais tarde criou um link com a Pirâmide Lunar. Também é descoberto mais tarde que os Pesadelos foram criados por Nezarec como um mecanismo de defesa para sua nave Pirâmide.
- Os Dread, uma raça que foi introduzida em The Final Shape, são os soldados pessoais da Escuridão da Testemunha que aparecem dentro do Coração Pálido do Viajante. Isso inclui Grims, unidades voadoras semelhantes a morcegos que atiram do ar e atacam com um grito sônico; Husks, inimigos rápidos que empunham lâminas gêmeas que liberam um Geist após a derrota; Atendentes e Tecelões, Psions remodelados pela Testemunha que usam poderes de Estase e Strand; Subjugadores, que são seres altos e bípedes semelhantes a Rhulk que são divididos entre Omens empunhando Estase e Harbingers empunhando Strand; bem como Tormentors, que foram introduzidos pela primeira vez em Lightfall e são seres bípedes enormes semelhantes a Nezarec.

Cada raça utiliza diferentes táticas e armas em combate. Os Fallen possuem tecnologias de camuflagem e teletransporte de curto alcance para aumentar sua mobilidade. Os Hive usam números superiores para sobrepujar seus oponentes em ambientes fechados, enquanto unidades de elite atacam à distância. Os Vex utilizam escudos de luz forte e teletransportam unidades de infantaria para o campo de batalha em massa. Os Cabal contam com armaduras pesadas, escudos balísticos e jump packs para combater os jogadores. Os Taken, além de todas as especialidades das outras raças, usam alta mobilidade e muitos ataques de longo alcance para superar o jogador. Os Scorn, além das semelhanças com os Fallen, não se protegem e têm a inteligência artificial mais agressiva , com a habilidade do Dark Ether de se mover incorpóreo por uma curta distância para evitar danos. Os Nightmares imitam as capacidades de quem ou o que quer que estejam personificando. Os Tormentors se movem lentamente, mas empunham foices enormes e utilizam habilidades de supressão paracausal. Atendentes, Tecelões, Omens e Harbingers, todos exercem poderes de Estase e Strand contra seus oponentes. Grims atiram em seus oponentes do ar e podem soltar um grito sônico supressor. Husks liberam um inimigo Geist que se aproxima de seus oponentes após a morte. Todas essas raças são hostis entre si (exceto entre Dread, Taken, House Salvation Fallen, Shadow Legion Cabal, Sol Divisive Vex, Hive e Scorn, entre Nightmares e entre Lucent Hive), pois muitas vezes podem ser observadas atacando umas às outras no jogo por domínio territorial.
No jogo original, a maioria do lore, que detalha a história de fundo sobre personagens, armas, raças alienígenas, planetas, etc, foi encontrada em cartas Grimoire coletadas ao longo do jogo, mas só podiam ser acessadas através do site da Bungie e do aplicativo complementar Destiny. Em Destiny 2, o lore pode ser lido através de livros de lore dedicados em um menu do jogo, bem como através de abas de lore em vários equipamentos encontrados ao longo do jogo. Há também vários itens escaneáveis encontrados nos diferentes planetas que contêm informações relacionadas ao lore.

## Jogabilidade
A série Destiny é principalmente um jogo de tiro em primeira pessoa, com o jogador assumindo o papel de um Guardião, uma pessoa que recebeu poderes de Luz do Viajante. O jogador escolhe entre uma das três classes de personagens principais: Titãs, que se especializam em combate corpo a corpo e defesa, Caçadores, que podem se esquivar e usar furtividade a seu favor, e Bruxos, que aproveitam o poder em habilidades mágicas. Cada classe pode usar a Luz junto com três arquétipos elementais separados de poder de Luz, Arco, Solar e Vazio, junto com outras subclasses de cada uma que afetam certos aspectos desses poderes. Um quarto poder elemental, Estase, foi introduzido com Destiny 2: Além da Luz, enquanto um quinto poder elemental, Strand, foi introduzido com Destiny 2: Queda de Luz. Um sexto poder, Prismático, foi introduzido em Destiny 2: A Forma Final, que permite combinações de habilidades de Luz e Escuridão para serem usadas em conjunto. Esses poderes dão habilidades como granadas e opções defensivas, bem como uma poderosa habilidade Super que requer um longo tempo de recarga antes de poder ser lançada novamente. Junto com esses poderes, o Guardião do jogador é apoiado por um Fantasma, uma inteligência artificial que acompanha o Guardião e imbuída do poder limitado do Viajante para ressuscitar o Guardião caso ele morra em combate na maioria dos casos. Apenas em certas áreas restritas, onde os poderes da Escuridão sobrepujam a Luz, o Fantasma não pode reviver o jogador.
Além de suas habilidades de Luz, o Guardião ganha acesso a um arsenal de armas e armaduras para ajudar em sua luta. Armas, que incluem inúmeras variedades de armas de fogo, bem como arcos, espadas, granadas e lançadores de foguetes, se dividem em três classes de Cinética (que não causam dano elemental), Energia (que são ajustadas para um elemento específico) e armas de Poder (que causam grandes quantidades de dano, mas normalmente são limitadas em suprimento de munição), com o Guardião capaz de equipar uma de cada em combate. Peças de armadura podem ser misturadas para ajustar os atributos inatos do Guardião, como defesa, poder de ataque corpo a corpo e taxa de recarga para habilidades. A eficácia do Guardião em combate também é afetada por seu nível de Poder (anteriormente nível de Luz no Destiny original), medido como uma média do nível de Poder de todos os equipamentos equipados no momento. Conforme o jogador completa atividades, ele pode ganhar engramas que são decifrados em novas armas ou peças de armadura de nível de Poder mais alto para ajudar a aumentar o nível geral do Guardião. Certas armas e peças de armadura são consideradas exóticas, fornecendo uma habilidade única sobre outras armas ou armaduras. Devido a essa vantagem, os jogadores só podem equipar uma arma exótica e uma peça de armadura exótica por vez.
O conteúdo em Destiny inclui modos single-player, cooperativo multijogador e competitivo multijogador. Os jogos incluem um modo história onde o jogador completa várias missões, ganhando recompensas enquanto progride na história dentro do jogo. Atividades cooperativas como greves e eventos sazonais permitem que os jogadores façam matchmaking com amigos ou dentro de seu clã, ou ofereçam matchmaking aleatório no jogo. Atividades mais envolventes incluem masmorras e raids, normalmente exigindo mais coordenação entre os membros, e exigem que os jogadores se agrupem antes de começar. Os modos competitivos incluem partidas no Crucible e, dentro de Destiny 2, Gambit, um modo multijogador baseado em equipe. Quase todas as atividades são repetíveis, permitindo que os jogadores continuem a construir experiência e obter recompensas.
Tanto Destiny quanto Destiny 2, usaram expansões para adicionar novos conteúdos ao jogo, incluindo novas armas e armaduras, novas missões baseadas na história e novas atividades. Dentro de Destiny 2 , a Bungie adotou uma abordagem sazonal, com aproximadamente uma grande expansão a cada ano, juntamente com quatro temporadas de conteúdo adicional. O Ano 7 muda para uma abordagem episódica com três grandes episódios lançados ao longo do ano após a expansão.

## História
Antes de desenvolver Destiny, a Bungie havia desenvolvido uma série de tiro em primeira pessoa com a Trilogia Marathon, lançada entre 1994 e 1996. Uma faceta que a Bungie trouxe para esse gênero em desenvolvimento foi a integração de uma história pesada em folclore junto com a jogabilidade de ação; os jogadores podiam ler registros e mensagens de vários terminais espalhados pelos mapas, que apresentavam uma história sobre a humanidade em conflito com raças alienígenas e inteligências artificiais desonestas. Outra parte importante da história da Bungie foram os primeiros jogos da série Halo. Halo foi usado como um título principal para o console Xbox pela Microsoft, que adquiriu a Bungie como um estúdio interno em 2000 para seu desenvolvimento. Halo também é uma série de tiro em primeira pessoa e inclui um modo de história para um jogador pesado em mitos, bem como modos multijogador online. A Bungie se separou da Microsoft em 2007 e deu suporte aos próximos jogos da série Halo até 2010 antes que a Microsoft transferisse o desenvolvimento para a 343 Industries.
Durante esse período de transição, a Bungie começou a preparar o terreno para seu próximo jogo, que se tornaria Destiny. De acordo com o diretor de operações da Bungie, Pete Parsons, a Bungie sabia que poderia criar obras que entrariam na cultura popular como fizeram com Halo, mas eles queriam algo mais épico com este jogo: "Gostamos de contar grandes histórias e queremos que as pessoas coloquem o universo de Destiny na mesma prateleira que colocam Senhor dos Anéis, Harry Potter ou Star Wars; já os vimos fazer isso com Halo." A Bungie havia planejado que Destiny fosse o primeiro "atirador de mundo compartilhado", com jogadores frequentemente se envolvendo com outros jogadores no mesmo serviço em atividades cooperativas ou competitivas de forma sempre online. Destiny foi formalmente revelado em 2013, junto com notícias de que a Activision ajudaria a Bungie a publicar o título. Embora o jogo tenha sido lançado em 2014, ele teve vários problemas nos anos anteriores; conforme documentado por Jason Schreier do Kotaku, inúmeras mudanças foram feitas na história e abordagem do jogo por volta de 2013, incluindo o descarte de grande parte da história escrita até aquele ponto. Isso resultou no lançamento inicial de Destiny sem brilho devido ao que parecia ser partes inacabadas e inconsistentes da história do jogo. A Bungie trabalhou para melhorar o jogo por meio de suas expansões nos anos seguintes.
Junto com o trabalho nas expansões, a Bungie também começou a planejar a sequência de Destiny logo após o lançamento do primeiro jogo. Destiny 2 foi lançado em 2017 e, além das plataformas de console, também foi lançado para Microsoft Windows por meio do sistema de distribuição Battle.net da Activision. Em 2018, a Bungie anunciou que havia concordado amigavelmente com a Activision para quebrar o contrato de publicação de longo prazo que eles tinham e continuaria a distribuir Destiny 2 por conta própria, transferindo a versão do Windows para o Steam ao longo de vários meses. Em 31 de janeiro de 2022, a Sony Interactive Entertainment anunciou sua intenção de adquirir a Bungie por US$ 3,6 bilhões. Embora a Bungie se tornasse parte da família de estúdios PlayStation, ela permaneceria uma subsidiária independente da Sony em desenvolvimento e publicação e não faria parte do PlayStation Studios. Em vez disso, o investimento da Sony ajudaria a Bungie a contratar desenvolvedores para expandir seu trabalho na franquia Destiny e outros jogos planejados. Ambas as empresas declararam que o acordo não afetaria a disponibilidade da plataforma ou exclusividade para Destiny 2, mas sim, seria voltado para mídia além dos videogames que a Bungie estava interessada em buscar há algum tempo. Após esta aquisição, e em parte devido à má resposta à expansão Lightfall, a Bungie passou por duas grandes rodadas de demissões em 2023 e 2024. Embora houvesse rumores de que essas demissões em julho de 2024 impactaram um potencial Destiny 3, o jornalista da indústria Jason Schreier confirmou que ainda não havia nenhum Destiny 3 em andamento. No entanto, Schreier afirmou que, com base em outros com a Bungie, a empresa planeja recuar no modelo de expansão anual para lançamentos de conteúdo menores semelhantes a Into the Light, bem como tornar o jogo mais adequado para trazer novos jogadores enquanto refina o conteúdo para os veteranos.

## Jogos e pacotes de expansão
| 2014 | Destiny                    |
| 2014 | Destiny: The Dark Below    |
| 2015 | Destiny: House of Wolves   |
| 2015 | Destiny: The Taken King    |
| 2016 | Destiny: Rise of Iron      |
| 2017 | Destiny 2                  |
| 2017 | Destiny 2: Curse of Osiris |
| 2018 | Destiny 2: Warmind         |
| 2018 | Destiny 2: Forsaken        |
| 2019 | Destiny 2: Shadowkeep      |
| 2020 | Destiny 2: Beyond Light    |
| 2021 |                            |
| 2022 | Destiny 2: The Witch Queen |
| 2023 | Destiny 2: Lightfall       |
| 2024 | Destiny 2: The Final Shape |

### Destiny
Destiny foi lançado mundialmente para PlayStation 3, PlayStation 4, Xbox 360 e Xbox One em 9 de setembro de 2014. Enquanto a maior parte do jogo serviu para configurar ode Destiny, o conflito principal foi com os Vex, onde o Guardião entrou no Jardim Negro em Marte para destruir o Coração do Jardim Negro, levantando a mortalha das Trevas do Viajante de volta à Terra. Isso foi seguido por um ataque, o "Vault of Glass", onde um esquadrão de Guardiões entrou na construção Vex para enfrentar Atheon, o Conflux do Tempo, uma figura central da rede Vex Conflux.
- Destiny: The Dark Below foi o primeiro pacote de expansão do jogo. Uma expansão menor, lançada em 9 de dezembro de 2014. A história é centrada na raça Hive e sua divindade Crota, Filho de Oryx, que foi referenciada no jogo original. A Hive está tentando ressuscitar Crota. A história culmina com o ataque, "Crota's End", onde um esquadrão de Guardiões desce profundamente nas cavernas da Lua para eliminar o príncipe Hive.[28]
- Destiny: House of Wolves foi o segundo pacote de expansão. Outra expansão menor, lançada em 19 de maio de 2015. A história é centrada na raça Fallen, enquanto os jogadores tentam frustrar uma campanha de Skolas, Kell of Kells, para unir a raça Fallen sob seu governo. Em vez de um ataque, a expansão adicionou um novo modo cooperativo PvE para três jogadores chamado Prison of Elders. Na dificuldade de nível 35 do modo chamado "Skolas's Revenge", um esquadrão de Guardiões entra na cela de Skolas, após capturar o Kell, para executá-lo por seus crimes.House of Wolvestambém adicionou um novo modo PvP competitivo chamado Trials of Osiris, um modo três contra três que usa o tipo de jogo Eliminação.[28][29]
- Destiny: The Taken King foi a terceira expansão e a primeira grande expansão do jogo. Lançada em 15 de setembro de 2015, teve o maior efeito no jogo, reformulando muitos de seus recursos. Também introduziu uma nova subclasse para cada classe. A história gira em torno de Oryx, o Rei dos Possuídos, e seu plano de vingança depois que os Guardiões mataram seu filho Crota emThe Dark Below. A expansão adicionou uma nova raça de inimigos chamada Taken, os guerreiros de Oryx que foram alterados pela Escuridão. Os Taken são versões corrompidas das outras raças do jogo. A expansão culmina no ataque, "King's Fall", onde um esquadrão de Guardiões embarca na Dreadnaught para eliminar o Rei dos Possuídos.[30]
- Destiny: Rise of Iron foi a quarta e última grande expansão do Destiny. Foi lançado em 20 de setembro de 2016, mas apenas para as versões do PlayStation 4 e Xbox One do jogo; além de atualizações para corrigir bugs de software, os clientes PlayStation 3 e Xbox 360 pararam de receber atualizações de conteúdo. A história gira em torno dos Fallen, pois eles violaram o Muro que cerca a última cidade segura da Terra e estão utilizando o vírus SIVA, uma nanotecnologia da Era de Ouro caracterizada pela auto replicação e automontagem. Lord Saladin, um dos dois últimos Iron Lords restantes conhecidos, guia os jogadores para se tornarem uma nova geração de Iron Lords e acabar com SIVA. A expansão culmina no ataque, "Wrath of the Machine", onde um esquadrão de Guardiões entra no muro violado para eliminar Aksis, Archon Prime e acabar com a ameaça SIVA.[31]

### Destiny 2
Destiny 2 foi lançado mundialmente para PlayStation 4 e Xbox One em 6 de setembro de 2017, seguido por uma versão para Microsoft Windows no mês seguinte Foi então lançado no Google Stadia em outubro de 2019, e depois no PlayStation 5 e Xbox Series X/S em dezembro de 2020. Também em 1º de outubro de 2019, Destiny 2 foi relançado como um gratuito chamado Destiny 2: New Light. A história original do Destiny 2 girava em torno da raça Cabal e seu líder, Dominus Ghaul, em sua tentativa de se legitimar como o Imperador da Cabal, um conflito chamado The Red War. Ghaul consegue tirar a Luz dos Guardiões. Depois de recuperar seu poder, os Guardiões enfrentam Ghaul em um confronto final, que resulta no despertar do Viajante e na destruição completa de Ghaul. Depois, uma grande nave chamada Leviathan entra no Sistema Solar acima da órbita de Nessus. O antigo Imperador, Calus, convida um esquadrão de Guardiões para embarcar em sua nave (ataque "Leviathan") para completar uma série de desafios. Em novembro de 2020, Destiny 2 passou por uma grande reformulação e quase metade do conteúdo de seus três primeiros anos foi removido do jogo e colocado no Destiny Content Vault. Isso incluiu campanha base de Destiny 2, The Red War. Esta é uma campanha para apresentar novos jogadores ao mundo de Destiny. Novos jogadores são apresentados a um novo personagem chamado Shaw Han, que guia os jogadores em uma missão pelo Cosmódromo Russo da Terra, lutando contra Fallen e Hive, culminando em derrotar um poderoso Hive Wizard chamado Navôta, Eir Spawn.
- Destiny 2: Curse of Osiris foi uma pequena expansão, mas a primeira para Destiny 2, lançada em 5 de dezembro de 2017.  A expansão focou no lendário Warlock Osiris da tradição do Destiny. Ele retornou à realidade de seu tempo gasto na Floresta Infinita em Mercúrio, pois viu um futuro sombrio onde não há Luz ou Escuridão e os Vex reinam supremos. O Guardião então ajuda Osíris a impedir Panoptes, Mente Infinita, de impedir o futuro sombrio. Após isso, o Imperador Calus estende outro convite para viajar para o Leviatã em Nessus, onde um esquadrão de Guardiões se aventura profundamente no núcleo do Leviatã para eliminar Argos, Núcleo Planetário, a Mente Vex que foi responsável pela transformação de Nessus (covil de ataque "Leviathan: Eater of Worlds").[38] O conteúdo desta expansão também foi removido e colocado no Destiny Content Vault em novembro de 2020.[36]
- Destiny 2: Warmind também foi uma pequena expansão, e a segunda para Destiny 2, lançada em 8 de maio de 2018. A expansão focou no Warmind Rasputin do jogo original. Auxiliando a Hunter Guardian Ana Bray, a Guardian ajuda Ana a impedir um deus verme da Colmeia chamado Xol, Will of the Thousands, de atacar a instalação de Bray Research e destruir Rasputin. Após a derrota de Xol, os remanescentes da Red Legion, liderados por Val Ca'uor, atacam o Leviathan em uma tentativa de assassinar o Imperador Calus, que mais uma vez convoca os Guardians para ajudá-lo a eliminar Val Ca'uor (covil de ataque "Leviathan: Spire of Stars").[39] O conteúdo desta expansão também foi removido e colocado no Destiny Content Vault em novembro de 2020.[36]
- Destiny 2: Forsaken foi a terceira expansão, mas a primeira grande expansão para Destiny 2. Foi lançada em 4 de setembro de 2018 e teve uma grande reformulação no jogo. Além disso, um Passe Anual estava disponível, que deu início ao modelo de conteúdo sazonal para Destiny 2.A primeira temporada, foi aTemporada do Fora da Lei, que era apenas um nome alternativo para Forsaken e seus três meses iniciais. A primeira queda de conteúdo sazonal do Passe Anual em si foiTemporada da Forja em dezembro de 2018, seguida porTemporada do Derivante em março de 2019 e, em seguida,a Temporada da Opulência em junho de 2019. A história de Forsaken girava em torno do Guardião do jogador buscando vingar a morte de Cayde-6 pelas mãos do Príncipe Uldren Sov. Uldren, corrompido pela Escuridão, estava em busca de sua irmã perdida, Rainha Mara Sov, ambas as quais foram consideradas mortas em O Rei dos Possuídos. Ao longo de sua jornada, os jogadores enfrentaram os Scorn, versões mortas-vivas da raça Fallen que foram revividas e transformadas em uma nova raça. A expansão culminou no ataque, "Last Wish", onde um esquadrão de Guardiões partiu para eliminar Riven of a Thousand Voices, um dragão de desejo chamado Ahamkara que foi responsável por corromper Uldren. A expansão também introduziu a primeira masmorra da franquia chamada "The Shattered Throne", uma atividade de final de jogo para três jogadores semelhante a um ataque.[40][41] Em dezembro de 2021,de Forsaken foi tornada gratuita antes de ser removida e inserida no Destiny Content Vault em fevereiro de 2022; o destino Tangled Shore também foi removido neste momento. No entanto, o destino Dreaming City permaneceu, assim como de Forsaken (ataque e masmorra), que foram reembalados como um SKU chamado Forsaken Pack, que também concede acesso ao equipamento exótico de Forsaken.
- Destiny 2: Shadowkeep foi a próxima grande expansão. Uma grande expansão lançada em 1º de outubro de 2019, teve quatro ofertas de conteúdo sazonal. A primeira,Season of the Undying, estava disponível junto com o lançamento da expansão. Isso foi seguido por Season of Dawn em dezembro de 2019, depois Season of the Worthy em março de 2020 e, finalmente, Season of Arrivals em junho de 2020, ao contrário de Forsaken, a primeira temporada (Season of the Undying) foi seu próprio conteúdo separado da expansão, que continuou com expansões subsequentes. A história de Shadow keep vê o retorno de Eris Morn, que estava ausente desde os eventos de The Red War. Eris busca a ajuda do Guardian para derrotar "Nightmares" que ela lançou no Sistema Solar, que são manifestações do passado do Guardian. Os jogadores enfrentam seus adversários anteriores, que estão sendo ressuscitados pela Darkness. Ao longo da história, Eris e o Guardião trabalham juntos para descobrir a causa dessa loucura desencadeada e fazem o que podem para acabar com isso. A expansão culmina no ataque, "Garden of Salvation", onde um esquadrão de Guardiões enfrenta os Vex, com uma luta final contra a Mente Santificada, Sol Inherent; por meio disso, eles descobrem que a Escuridão tem enviado mensagens, que Eris descarta como tentativas de manipulação pela Escuridão. Shadow keep também adicionou a masmorra, "Pit of Heresy", bem como a masmorra "Prophecy" lançada com Season of Arrivals.[42][43]
- Destiny 2: Beyond Light foi a quinta expansão lançada em 10 de novembro de 2020. A Bungie descreveu esta expansão como o início de uma nova era na franquia. Ela teve o maior efeito no jogo até agora, mudando muitos aspectos, bem como removendo quase metade do conteúdo do jogo dos três primeiros anos de Destiny 2.[36] Também teve quatro ofertas de conteúdo sazonal. A primeira, Season of the Hunt, estava disponível junto com o lançamento da expansão. Isso foi seguido por Season of the Chosen em fevereiro de 2021, depois Season of the Splicer em maio de 2021 e, finalmente, Season of the Lost em agosto de 2021, que foi a temporada mais longa do jogo, durando seis meses devido ao atraso deThe Witch Queen. Em Beyond Light, o Guardião viaja para a lua gelada de Júpiter, Europa, para confrontar o Fallen Kell Eramis, que planeja usar o poder da Escuridão para salvar seu povo e se vingar do Viajante na Terra, já que ela e muitos Fallen acreditam que o Viajante os abandonou antes da Era de Ouro da humanidade. O Guardião do jogador também obtém esse poder baseado na Escuridão como uma subclasse chamada Stasis, que apresenta habilidades baseadas em gelo. A expansão vê o retorno do Exo Stranger da campanha original de Destiny, bem como Variks de House of Wolves, ambos os quais guiam o Guardião em Europa. Depois de parar Eramis, a expansão culmina no ataque, "Deep Stone Crypt", onde um esquadrão de Guardiões entra na lendária cripta para impedir que o Fallen use sua tecnologia, resultando em um confronto com Taniks, a Abominação. Devido ao atraso de The Witch Queen, uma atualização de meio de temporada para a Temporada dos Perdidos foi adicionada, chamada Bungie 30th Anniversary Pack, que adicionou uma nova masmorra chamada "Grasp of Avarice", bem como uma atividade PvE de seis jogadores gratuita chamada "Dares of Eternity". Um ataque reprisado do Destiny, "Vault of Glass", também foi adicionado na temporada dos Splicers.[44][45]
- Destiny 2: The Witch Queen foi a sexta expansão lançada em 22 de fevereiro de 2022. Originalmente, seu lançamento estava planejado para o final de 2021, mas devido ao impacto da pandemia de COVID-19, a expansão foi adiada por três meses. A expansão gira em torno da irmã de Oryx, Savathûn, a titular Witch Queen. Ela teve quatro temporadas de conteúdo, a primeira das quais, Season of the Risen, foi disponibilizada junto com o lançamento da expansão. Foi seguida pela Season of the Haunted em maio de 2022, depois pela Season of Plunder em agosto de 2022 e, finalmente, pela Season of the Seraph em dezembro de 2022. Após o lançamento, todo o conteúdo sazonal do Ano 4 foi removido, exceto a atividade Battlegrounds da Temporada 13 (que foi adicionada à lista de reprodução Vanguard Operations), e a Forsaken também foi removida, junto com o destino Tangled Shore.[46] Em The Witch Queen, o Guardião descobre que Savathûn é capaz de exercer o poder da Luz e o usou para infundir seus guerreiros da Colmeia, conhecidos como a Ninhada Lucent, com poderes semelhantes aos dos Guardiões. O Guardião viaja para o Mundo do Trono de Savathûn no Reino Ascendente para investigar como ela roubou a Luz. A expansão também vê a estreia de um novo personagem, um Fantasma da Colmeia chamado Fynch, que guia o Guardião no Mundo do Trono de Savathûn. Depois de derrotar Savathûn, a expansão culmina no ataque, "Voto do Discípulo", onde um esquadrão de Guardiões investiga um navio Pirâmide afundado nos arredores do Mundo do Trono, onde eles enfrentam o Desprezo e os Possuídos, controlados por Rhulk, Discípulo da Testemunha, contra quem os Guardiões enfrentam no final do ataque; através da derrota de Rhulk, os Guardiões eliminam uma grande ameaça da Testemunha, o líder da Frota Negra que controla a Escuridão e é responsável pela ascensão da Colmeia. Ao longo do ano, duas novas masmorras foram adicionadas, "Duality" em Season of the Hauntede "Spire of the Watcher" emSeason of the Seraph, bem como um ataque reprisado do Destiny, "King's Fall" em Season of Plunder.
- Destiny 2: Lightfall foi a sétima expansão lançada em 28 de fevereiro de 2023. Originalmente, seu lançamento estava planejado para o final de 2022, mas foi adiado devido aoThe Witch Queen como resultado da pandemia de COVID-19. Teve quatro ofertas de conteúdo sazonal lançadas ao longo de 2023. A primeira, Season of Defiance, foi disponibilizada junto com o lançamento da expansão. Foi seguida pela Season of the Deep em maio de 2023,Season of the Witch em agosto de 2023 e Season of the Wish em novembro de 2023, sendo esta última a temporada mais longa do jogo, durando mais de seis meses devido ao atraso de The Final Shape. A expansão gira em torno da Testemunha e seu mais novo Discípulo, o Imperador Calus, enquanto eles atacam a cidade humana secreta e tecnologicamente avançada de Neomuna em Netuno, a caminho de destruir o Viajante na Última Cidade. Em Lightfall, o Guardião do jogador viaja para Neomuna para interceptar a Testemunha e o Imperador Calus e seu exército de Shadow Legion Cabal e Pyramid Tormentors e impedir seu avanço. O Guardião também descobre um novo poder baseado na Escuridão como uma subclasse chamada Strand, que apresenta habilidades baseadas em energia psíquica que também lhes permite atravessar o horizonte de Neomuna. A expansão vê a introdução de uma nova raça aliada chamada Cloud Striders, os defensores humanos de Neomuna que passaram voluntariamente por aumento cibernético ao custo de reduzir significativamente sua vida útil. Um desses Cloud Strider, Nimbus, guia o Guardião como um NPC em Neomuna. Depois que o Guardião derrota Calus, no entanto, The Witness usa com sucesso um ser misterioso chamado Veil para abrir um portal para entrar no Traveler, deixando o Traveler em um estado dormente. A expansão culmina no ataque, "Root of Nightmares", onde um esquadrão de Guardiões entra na nave Pyramid da Testemunha para derrotar Nezarec, Deus Final da Dor, que foi inadvertidamente revivido pelo Viajante quando atacou a nave Pyramid da Testemunha. Devido ao atraso deThe Final Shape, uma atualização de meio de temporada paraSeason of the Wishfoi adicionada chamadaInto the Light, servindo como um prólogo paraThe Final Shape, que adicionou um novo modo de horda defensiva para três jogadores. Ao longo do ano, duas novas masmorras foram adicionadas, "Ghosts of the Deep" emSeason of the Deepe "Warlord's Ruin" emSeason of the Wish, bem como um ataque reprisado doDestiny, "Crota's End", emSeason of the Witch.
- Destiny 2: The Final Shape é a oitava expansão e foi lançada em 4 de junho de 2024.[47] Foi originalmente planejado para ser lançado em fevereiro de 2024, mas foi adiado devido a demissões na Bungie em outubro de 2023, bem como a Bungie querendo mais tempo para entregar sua visão para a expansão. The Final Shape concluiu a primeira saga de Destiny 2 chamada de "Light and Darkness Saga".[48][49]    Ele introduziu um novo modelo sazonal em vigor no qual três episódios de três atos serão lançados ao longo do ano de conteúdo, que serão respectivamente intitulados Echoes, Revenante Heresy, estes foram planejados para lançamento em março, julho e novembro, respectivamente, mas devido ao de The Final Shape, eles foram adiados, com Echoes sendo lançado em 11 de junho, e então Revenante Heresy provisoriamente definidos para outubro de 2024 e fevereiro de 2025, respectivamente.[50] A expansão gira em torno do Guardian e do Vanguard finalmente confrontando a Witness em uma dimensão sobrenatural dentro do Traveler chamada Pale Heart e impedindo que a Final Shape titular, a calcificação e destruição de toda a vida no universo, seja trazida à tona pela Witness. Em The Final Shape, o Guardian e o Vanguard do jogador entram no portal na superfície do Traveler para derrotar a Witness em seu monólito nas profundezas do Pale Heart de uma vez por todas e acabar com a guerra entre a Light e a Darkness. Os jogadores enfrentam a Witness no ataque "Salvation's Edge", antes de derrotá-la completamente na única atividade de 12 jogadores do jogo chamada Excision.

### Destiny Rising
Destiny Rising é um futuro jogo para dispositivos móveis Android e iOS que está sendo desenvolvido pela NetEase com o apoio da Bungie, com planos para iniciar os testes alfa no final de 2024. O jogo se passa em uma linha do tempo alternativa de Destiny, após os eventos do Colapso na Era das Trevas. Os jogadores assumirão o papel de portadores da Luz com mais personalização de habilidades do que as oferecidas pelos jogos principais. O jogo terá vários, e oferecerá suporte a conteúdo PvE e PvP, incluindo modos apresentados nos jogos principais e novos modos para celular. O jogo oferecerá suporte a controles de tela sensível ao toque e ao uso de controladores externos.